# Ancyluris jurgensenii
Ancyluris jurgensenii is een vlindersoort uit de familie van de prachtvlinders (Riodinidae), onderfamilie Riodininae.
Ancyluris jurgensenii werd in 1850 beschreven door Saunders.